# Stepán Rudanskyi
Stepán Rudanskyi (en ucraniano: Степан Руданський; Jomutyntsi, 25 de diciembre de 1833-Yalta, 3 de mayo de 1873) fue un poeta ucraniano, traductor de literatura antigua, autor de sátiras clásicas sobre temas étnicos y antiimperialistas y médico profesional.

## Historia
Nació el 25 de diciembre de 1833 en la aldea de Jomutyntsi, distrito de Vínnitsa, provincia de Podolsk, en la familia de un sacerdote de la aldea.
Después de sus primeros estudios como diácono, estudió en Shargorod Bursa de 1842 a 1849 y en el Seminario Teológico de Podolsk en Kamianets-Podilskyi de 1849 a 1855.
Durante sus estudios en el seminario, comenzó a tener conflictos con su padre. Cuando Rudanskyi llegó a San Petersburgo en 1856, en contra de la voluntad de su padre, ingresó en la academia médico-quirúrgica, que ya era conocida como el centro de la ciencia y la cultura avanzadas. Serhiy Botkin, Iván Séchenov y otros jóvenes científicos destacados trabajaron aquí en las décadas de 1850 y 1860.
Durante su estudio en la academia médica y quirúrgica mantuvo un interés tradicional en la literatura y el arte. Anteriormente, Kamenetsky, profesor de cirugía en la academia y Parpura prepararon la primera edición de la Eneida de Iván Kotlyarevsky. El drama de Tarás Shevchenko "Nazar Stodolya" (1844) fue presentado por primera vez por un grupo de estudiantes aficionados de esta institución educativa. Los antiguos residentes de Petrashev fueron educados aquí, lo que indudablemente intensificó el ánimo cívico de los estudiantes.
En San Petersburgo, Rudanskyi se hizo cercano a un grupo de escritores ucranianos que prepararon la revista Osnova.
El período de San Petersburgo fue el más fructífero en la vida del poeta Rudansky. En este momento (1859) comenzó a imprimir. En este momento los motivos cívicos de su obra ("¡Al roble", "¡Oye, toros!") Notablemente agudizada, la habilidad del verso humorístico y satírico maduró y cristalizó, lo que resultó en la aparición de un nuevo género poético en la poesía ucraniana: poético humorístico-coloquial, temáticamente diverso y estilísticamente peculiar. Al mismo tiempo, Rudanskyi continuó escribiendo baladas, poemas líricos, versos y poemas, traducidos del ruso y otros idiomas.
Después de graduarse de la academia, Rudansky, debido a que tenía una enfermedad pulmonar, fue asignado a trabajar como médico del condado en la costa sur de Crimea, a donde llegó en 1861. En 1861-1873, Rudanskyi trabajó como médico de la ciudad en Yalta, así como médico en las propiedades del Príncipe Vorontsov. Hizo muchos esfuerzos para mejorar la ciudad, trabajó incansablemente como médico y juez honorario de la paz del Distrito Mundial de Simferopol-Yalta, al mismo tiempo interesado en arqueología, etnografía, reanudó las clases de folklore iniciadas en Podolia, continuó la poesía, principalmente en traducción.
Conocido con el poeta y compositor Peter Nishchinsky, el artista Iván Aivazovsky, el poeta e historiador Mykola Kostomarov, el poeta Ambrose Metlinsky dejó una huella en las actividades creativas de Rudansky, mantuvo el interés por la pintura, la antigüedad y el arte popular. En el período de Yalta, Rudanskyi prestó más atención a las traducciones de la literatura antigua y rusa (Homero, Virgilio, Lermontov).
- Datos: Q3888737
- Multimedia: Stepan Rudanskyi / Q3888737